# Liste der Bodendenkmale in Boitze
In der Liste der Bodendenkmale in Boitze sind alle Bodendenkmale der niedersächsischen Gemeinde Boitze aufgelistet. Die Quelle ist der Denkmalatlas Niedersachsen. Der Stand der Liste ist der 16. Juli 2024.

## Allgemein
In den Spalten finden sich folgende Informationen des Bodendenkmales :
- Lage        : geographische Koordinaten
- Bezeichnung : Bezeichnung lt. Denkmalatlas
- Beschreibung: Beschreibung lt. Denkmalatlas
- ID          : Objekt-ID
- Bild        : Bild, ggf. zusätzlich mit Link zu weiteren Fotos im Medienarchiv Wikimedia Commons.

## Ahndorf
| Lage                        | Bezeichnung              | Beschreibung | ID       | Bild |
| --------------------------- | ------------------------ | --- | -------- | ---- |
| 53° 8′ 43″ N, 10° 42′ 20″ O | Ahndorf 1, Großsteingrab | Großsteingrab von dem noch 15 große Findlinge zu erkennen sind (davon einer gesprengt). Sie liegen regellos und sind z.T. von Gras und Moos bedeckt. Es ist nicht sicher ob (und, wenn ja, welche) Steine in situ liegen. Daher sind der Bau der Anlage, die Orientierung und die Maße nicht feststellbar. Im Bereich des Grabes Erdanhäufungen. | 28933889 |      |

## Boitze
| Lage                       | Bezeichnung             | Beschreibung | ID       | Bild |
| -------------------------- | ----------------------- | --- | -------- | ---- |
| 53° 8′ 30″ N, 10° 45′ 6″ O | Boitze 1, Großsteingrab | Etwa 470 m westl. der Strachau, oberhalb der Niederung, liegt ein Großsteingrab. Das Grab ist annähernd rechteckig, NNO-SSW orientiert und besitzt eine L. von ca. 35 m und eine Br. von etwa 6,5 m. Von den Schmalseiten sind je zwei Steine, von der OSO-Langseite noch 13 und von der WNW-Langseite noch 16 Steine erhalten. Ein Stein am S-Ende der WNW-Seite und zwei Steine der OSO-Seite weisen Spuren (Löcher) beabsichtigter Sprengungen auf. Die Kammer ist NO-SW orientiert (leicht aus der Achse des Hünenbettes gedreht). Der Eingang ist evtl. auf SO-Seite zwischen dem ersten und dritten Joch von N (das zweite Joch weist einen Träger in der NW-Langseite und eine Lücke in der SO-Langseite auf) zu verorten. Das mitten im Acker liegende und von hohen Bäumen überragte Denkmal ist weithin sichtbar. | 28933891 |      |

## Neetzendorf
| Lage                        | Bezeichnung               | Beschreibung | ID       | Bild |
| --------------------------- | ------------------------- | --- | -------- | ---- |
| 53° 8′ 56″ N, 10° 46′ 52″ O | Neetzendorf 1, Grabhügel  | Rund, Dm. 9,6 m und Br. 1,3 m. Durch Eingraben von Pfostenlöchern für Hochsitz leicht gestört.                                     | 28933897 | BW   |
| 53° 9′ 52″ N, 10° 46′ 10″ O | Neetzendorf 7, Grabhügel  | Fast rund, Dm. 5 m und H. 0,6 m. Rand abgesetzt.                                                                                   | 28933904 | BW   |
| 53° 9′ 52″ N, 10° 46′ 10″ O | Neetzendorf 8, Grabhügel  | Fast rund, Dm. 5 m und H. 0,6 m. Rand abgesetzt.                                                                                   | 28934001 | BW   |
| 53° 9′ 52″ N, 10° 46′ 8″ O  | Neetzendorf 9, Grabhügel  | Oval, WNW-OSO orientiert. 9,5 m lang, 7 m breit und 0,9 m hoch. Im SW-Bereich eine kleine Einkuhlung.                              | 28934002 | BW   |
| 53° 9′ 53″ N, 10° 46′ 9″ O  | Neetzendorf 10, Grabhügel | Oval, NNO-SSW orientiert, L. 14,5 m, Br. 12,5 m und H. bis zu 1,2 m. Oberfläche unregelmäßig und von einigen Einkuhlungen gestört. | 28934003 | BW   |

## Seedorf
| Lage                        | Bezeichnung              | Beschreibung | ID       | Bild |
| --------------------------- | ------------------------ | --- | -------- | ---- |
| 53° 9′ 40″ N, 10° 42′ 47″ O | Seedorf 1, Großsteingrab | Ca. 120 m östl. der Kuppe des Brandberges, in schwach nach O abfallendem Gelände, L. 36 m und Br. 12 m. Von der nördlichen Schmalseite des Hünenbettes zwei Steine, von der südlichen ein größerer Stein erhalten. Die westliche Langseite besitzt noch zehn Steine, die östliche sechzehn. Der Dolmen verbreitert sich leicht trichterförmig vom Eingang im O bis zum gegenüberliegenden Abschluss. Der in der Grabung nachgewiesene Schwellenstein am Eingang des Dolmens ist an der Oberfläche nicht erkennbar. Ansonsten entspricht der Zustand der Anlage den Angaben Sprockhoffs. | 28933883 |      |
| 53° 9′ 35″ N, 10° 42′ 44″ O | Seedorf 2, Großsteingrab | In schwach nach SO geneigtem Gelände. Der südsüdwestl. Abschlussstein in situ, evtl. auch der nordnordöstliche Abschlussstein. Von der westlichen Langseite sind zwei Steine in situ erhalten. Von der östlichen Seite sind zwei Steine nach außen gekippt. Im Kammerinneren liegen 2 (Deck?)Steine. Die Kammer ist 4,5 m lang und 4 m breit. Die ursprüngliche Innenbreite wird auf 2,3 m geschätzt. Im Umkreis sind weitere Steinbrocken erkennbar. Sie stammen z.T. aus dem Grab. Bei den meisten dürfte es sich aber wohl um Lesesteine handeln.                                    | 28933884 |      |